# OnRail Scandinavia
Die OnRail AS, die vorwiegend als OnRail Scandivia auftritt, ist ein norwegisches Eisenbahnverkehrsunternehmen im Güterverkehr.

## Geschichte
Die OnRail AS wurde am 15. Mai 2003 in Åndalsnes gegründet.

### Raumabanen

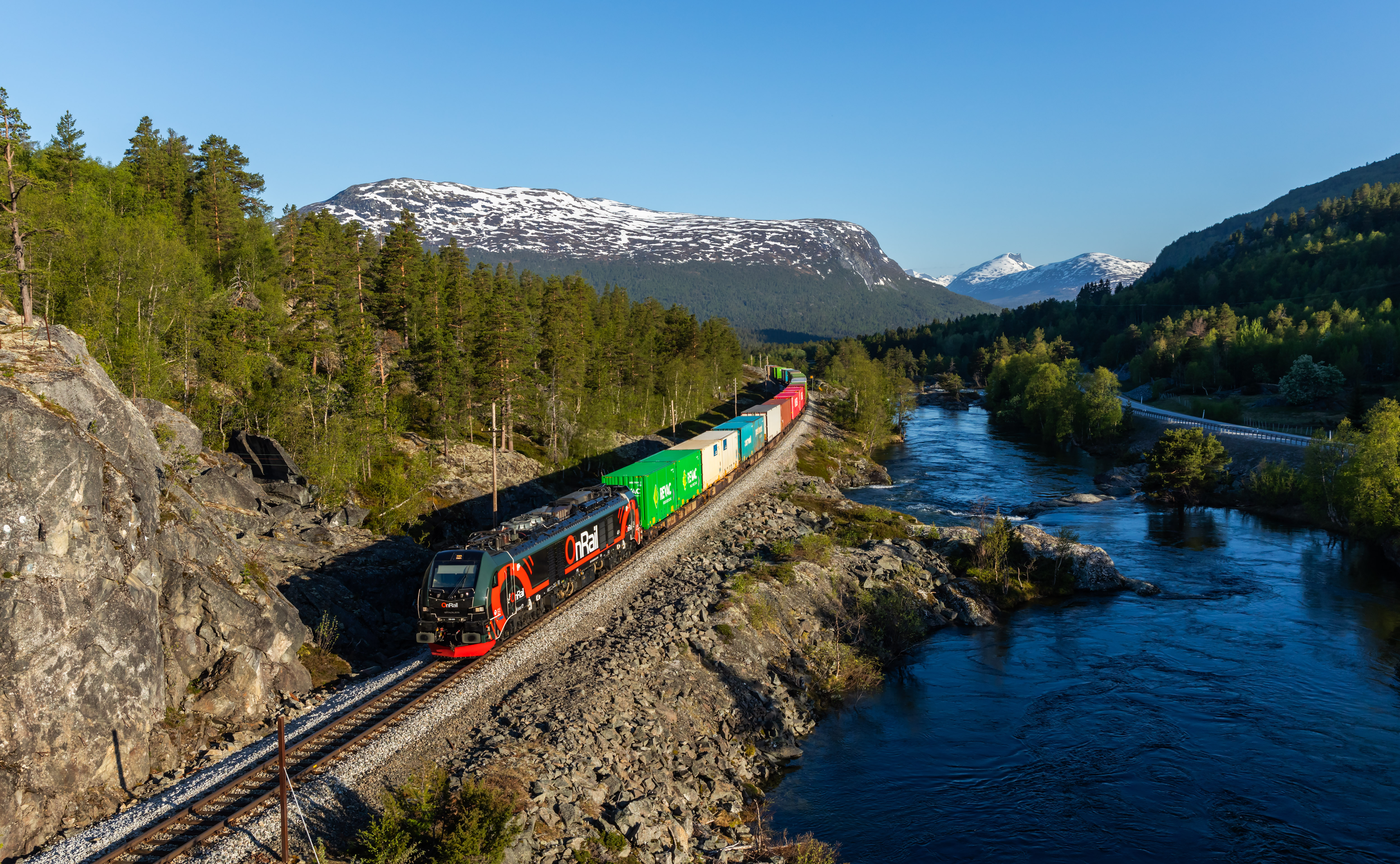
Onrail-Güterzug Åndalsnes–Oslo Alnabru mit Eurodual-Lokomotive (2024)

Seit dem 6. Dezember 2018 war der Güterverkehr auf der Raumabane nach Åndalsnes eingestellt, nachdem GreenCargo nach eigenen Angaben diesen nur sehr defizitär betreiben konnte. Gesprochen wurde von einem Defizit zwischen 5 und 7,5 Millionen Kronen. Deshalb wurde eine neue private Gesellschaft mit dem Ziel gegründet, den Güterverkehr zwischen Oslo-Alnabru und Åndalsnes wieder aufzunehmen. Für die Beförderung dieser Züge mietete OnRail insgesamt drei Lokomotiven von Nordic Re-Finance. Eine elektrische Lokomotive vom Typ Rc4 wird zwischen Alnabru und Dombås, wo der Lokwechsel erfolgt, eingesetzt. Auf der Raumabahn werden die Züge mit zwei ehemaligen dänischen TMe-Lokomotiven bespannt.
Am 25. April 2021 fuhr der erste planmäßige Containerzug von Alnabru nach Andalsnes. Diese Zugleistung wird mit zwei festen Zugstämmen durchgeführt, die aus zwölf Containertragwagen bestehen. Diese bieten Platz für 24 Sattelauflieger oder 48 Container. Seit dem ersten Fahrplan vom April 2021 fahren die Güterzüge von Sonntag bis Donnerstag um 18.42 Uhr von Alnabru ab und kommen um 02 Uhr nachts in Åndalsnes an. Umgekehrt ist die Abfahrt von Åndalsnes um 21.35 Uhr mit Ankunft in Alnabru in Oslo um 06.40 Uhr. Seither wird der Güterverkehr auf dieser Strecke wieder profitabel betrieben.
Damit bedient die Gesellschaft bei einem Streckennetz von 4200 km in Norwegen im Jahre 2022 einschließlich des Abschnittes zwischen Dombås und Oslo – auf dem auch andere Verkehrsunternehmen fahren – etwas über 10 % des Gesamtnetzes im Güterverkehr.

### Weitere Expansion in Norwegen
2023 übernahm Onrail den Verkehr von Green Cargo Norge, die sich aus Norwegen zurückzogen.

### Nordlandsbanen
Im Oktober 2021 bestellte OnRail zwei Eurodual-Lokomotiven für Güterzüge auf der Nordlandsbane. Die Lieferung war im November 2022 vorgesehen, verzögerte sich aber bis April 2023. Die beiden Lokomotiven werden seither mit Containerzügen auf verschiedenen Verbindungen in Norwegen eingesetzt.

### North Rail Express
Seit Dezember 2024 bis inklusive 2027 übernimmt OnRail im Auftrag der Schenker AG die Umsetzung des so genannten North Rail Express zwischen Oslo und Narvik. Das täglich über Schweden verkehrende Containerzugpaar mit einem Laufweg von über 2000 km dient vor allem dem Transport von Frischwaren wie Fisch, Meeresfrüchten und anderen Lebensmitteln.